# Modulära gruppen
Inom matematiken är modulära gruppen Γ ett fundamentalt objekt inom talteori, geometri, abstrakt algebra och många andra delar inom matematiken. Modulära gruppen kan ses som en grupp av geometriska transformationer eller som en grupp av matriser.

## Definition
Modulära gruppen Γ är gruppen av Möbiustransformationer i övre halvplanet av formen
{\displaystyle z\mapsto {\frac {az+b}{cz+d}}}
där a, b, c och d är heltal med ad − bc = 1. Gruppoperationen är funktionssammansättning.
Modulära gruppen är isomorfisk till projektiva speciella linjära gruppen PSL(2, Z), som är kvoten av den 2-dimensionella speciella linjära gruppen SL(2, Z) över heltalen med dess centrum {I, −I}.